# Hằng số Planck
| Hằng số | Đơn vị SI                | Đơn vị eV                    |
| ------- | ------------------------ | ---------------------------- |
| h       | 6,62607015×10−34 J⋅Hz−1  | 4,135667696...×10−15 eV⋅Hz−1 |
| ħ       | 1,054571817...×10−34 J⋅s | 6,582119569...×10−16 eV⋅s    |
| hc      | 1,98644586...×10−25 J⋅m  | 1,23984198... eV⋅μm          |
| ħc      | 3,16152677...×10−26 J⋅m  | 0,1973269804... eV⋅μm        |

Hằng số Planck là một hằng số vật lý cơ bản, ký hiệu bằng {\displaystyle h}, có tầm quan trọng to lớn trong cơ học lượng tử. Năng lượng của một photon bằng tần số của nó nhân với hằng số Planck. Do tương đương khối lượng–năng lượng, hằng số Planck cũng liên hệ giữa khối lượng và tần số.
Trong đo lường học, hằng số Planck, cùng những hằng số khác, được dùng để định nghĩa kilogram, một đơn vị SI. Các đơn vị SI được định nghĩa sao cho khi biểu diễn hằng số Planck trong các đơn vị SI, nó có giá trị đúng bằng h = 6,62607015×10−34 J⋅Hz−1
Cuối thế kỷ 19, phổ bức xạ vật đen đã được đo với độ chính xác cao, nhưng phân bố của những phép đo ở tần số cao chênh lệch đáng kể so với những tiên đoán bằng lý thuyết thời bấy giờ. Năm 1900, Max Planck bằng thực nghiệm đưa ra một công thức cho phổ quan sát được. Ông giả sử một hạt tích điện dao động trong một khoảng trống với bức xạ vật đen chỉ có thể thay đổi mức năng lượng của nó theo bước nhỏ E tỷ lệ thuận với tần số của sóng điện từ tương ứng. Bằng kết quả thí nghiệm, ông tính được hằng số tỷ lệ này, và hằng số đó được đặt tên để vinh danh ông. Năm 1905, Albert Einstein xác định mức năng lượng tối thiểu, hay "lượng tử", của một sóng điện từ. Lượng tử ánh sáng có tính chất giống như một hạt không mang điện, và cuối cùng có tên gọi photon. Max Planck nhận Giải Nobel Vật lý năm 1918 cho "những đóng góp của ông cho sự tiến bộ của Vật lý với phát hiện lượng tử năng lượng của ông".

## Định nghĩa
Liên hệ Planck cho biết năng lượng photon E tỷ lệ thuận với tần số tương ứng f, và hằng số tỷ lệ được gọi là hằng số Planck, ký hiệu bằng h:
{\displaystyle E=hf.}
Năng lượng này cực kỳ nhỏ so với mức năng lượng của những đồ vật thường ngày.
Vì tần số f, bước sóng λ, và tốc độ ánh sáng c được liên kết với nhau bởi {\displaystyle f={\frac {c}{\lambda }}}, hệ thức trên có thể được viết thành
{\displaystyle E={\frac {hc}{\lambda }}.}

### Hằng số Planck rút gọn
Định nghĩa của hằng số Planck sử dụng đơn vị SI của tần số, tức là hertz, vốn biểu thị một vòng, 360 độ hay 2π radian, mỗi giây. Trong một số trường hợp mà tần số góc (tần số biểu diễn bằng radian trên giây thay vì vòng trên giây, tức hertz) được dùng, người ta thường đưa hệ số 2π vào trong hằng số Planck, dẫn đến hằng số Planck rút gọn. Hằng số Planck rút gọn bằng hằng số Planck chia cho 2π và được ký hiệu bằng {\displaystyle \hbar } (đọc là "h-bar"):
{\displaystyle \hbar ={\frac {h}{2\pi }}.}

### Bước sóng de Broglie
Năm 1923, Louis de Broglie tổng quát hóa liên hệ Planck–Einstein với giả thuyết hằng số Planck là hệ số tỷ lệ giữa động lượng và bước sóng lượng tử không chỉ của photon, mà của một hạt bất kỳ. Thực nghiệm sau đó xác nhận giả thuyết này, và nó xuất hiện trong toàn bộ lý thuyết lượng tử, bao gồm điện động học. Bước sóng de Broglie λ của một hạt là
{\displaystyle \lambda ={\frac {h}{p}}}
trong đó p là động lượng của một hạt, ví dụ như photon, hoặc bất kỳ hạt sơ cấp nào khác.
Năng lượng của một photon với tần số góc ω = 2πf là
{\displaystyle E=\hbar \omega ,}
còn động lượng thì bằng
{\displaystyle p=\hbar k,}
trong đó k là một số sóng góc.
Hai mối liên hệ này là phần thời gian và không gian của biểu thức tương đối hẹp sử dụng 4-vectơ:
{\displaystyle P^{\mu }=\left({\frac {E}{c}},{\vec {p}}\right)=\hbar K^{\mu }=\hbar \left({\frac {\omega }{c}},{\vec {k}}\right).}

### Cơ học thống kê
Cơ học thống kê cổ điển yêu cầu sự tồn tại của h (nhưng không đưa ra giá trị của nó). Sau phát hiện của Planck, một giả thuyết mới xuất hiện cho rằng tác động vật lý không thể có giá trị bất kỳ, mà phải là bội số nguyên của một đại lượng rất nhỏ, "lượng tử của tác động", nay được gọi là hằng số Planck. Đây là một ý tưởng cốt yếu trong "thuyết lượng tử cũ" phát triển bởi các nhà vật lý như Bohr, Sommerfeld, và Ishiwara, trong đó tồn tại quỹ đạo hạt nhưng chúng bị ẩn đi, và chúng tuân theo các định luật lượng tử. Quan điểm này đã bị thay thế bởi thuyết lượng tử hiện đại, trong đó quỹ đạo chuyển động thậm chí không tồn tại; một hạt được biểu diễn bằng một hàm sóng trong không gian và thời gian. Cùng với đó là khái niệm lượng tử năng lượng, và cả chuyển động hạt lẫn lượng tử năng lượng đều không thể được giải thích bởi vật lý cổ điển.

## Giá trị
Hằng số Planck có thứ nguyên của mômen động lượng. Trong đơn vị SI, hằng số Planck được biểu diễn bằng joule trên hertz (J⋅Hz−1 hoặc kg⋅m2⋅s−1). Một điểm cần lưu ý trong thứ nguyên của hằng số Planck là việc đơn vị SI của tần số, hertz, biểu diễn một chu kỳ trọn vẹn, 360 độ hay 2π radian, một giây. Tần số góc bằng radian trên giây thường tự nhiên hơn trong toán và vật lý, và nhiều công thức sử dụng hằng số Planck rút gọn.
{\displaystyle h=6.626\ 070\ 15\times 10^{-34}\ {\text{J}}{\cdot }{\text{Hz}}^{-1}}
{\displaystyle \hbar ={{h} \over {2\pi }}=1.054\ 571\ 817...\times 10^{-34}\ {\text{J}}{\cdot }{\text{s}}=6.582\ 119\ 569...\times 10^{-16}\ {\text{eV}}{\cdot }{\text{s}}}
Các giá trị trên là chính xác và cố định sau lần định nghĩa lại đơn vị cơ bản SI năm 2019.

### Cố định giá trị củah
Từ năm 2019, giá trị của hằng số Planck đã được cố định, với biểu diễn thập phân hữu hạn. Dưới định nghĩa hiện tại của kilogram, phát biểu rằng, "Kilogram [...] được định nghĩa bằng cách cố định giá trị của h bằng 6,62607015×10−34 với đơn vị J⋅s, tương đương với kg⋅m2⋅s−1, trong đó mét và giây được định nghĩa bằng tốc độ ánh sáng c và tần số chuyển siêu tinh tế của trạng thái cơ bản của một nguyên tử caesi-133 ΔνCs." Điều này nghĩa là giá trị của một kilogram, chứ không phải giá trị của hằng số Planck, cần phải được tìm bằng thực nghiệm, bằng những phương pháp như cân Kibble và phương pháp mật độ tinh thể tia X. Để minh họa cụ thể hơn, giả sử quyết định cố định giá trị của h được đưa ra năm 2010. Khi đó, giá trị của h là 6,62606957×10−34 J⋅s, và từ đó giá trị của kilogram cũng được tính từ con số này. Những thực nghiệm trong tương lai sẽ cho thấy giá trị của kilogram lúc ấy bằng 6,62607015/6,62606957 ≈ 1,0000001 lần giá trị của Nguyên mẫu Kilogram Quốc tế (IPK).

## Nguồn gốc

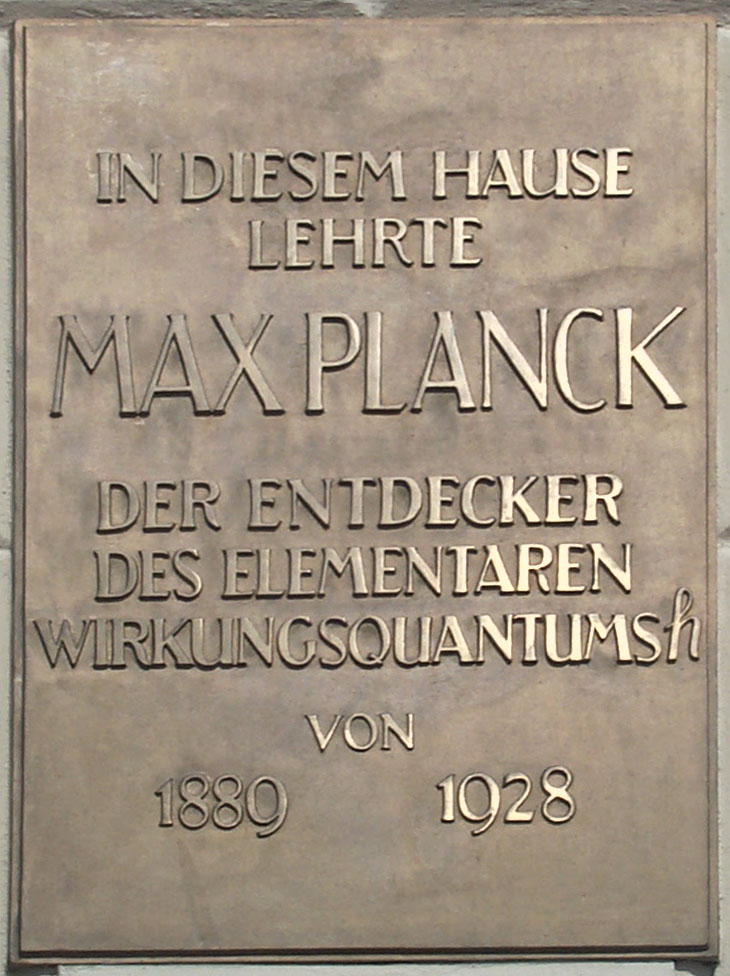
Bảng đồng tại Đại học Humboldt Berlin: "Max Planck, người phát hiện lượng tử cơ bản h, dạy ở đây từ 1889 đến 1928."

Cường độ ánh sáng phát ra từ một vật đen. Mỗi đường cong biểu diễn hành vi tại một nhiệt độ khác nhau. Hằng số Planck được dùng để giải thích hình dáng của những đường này.

Sự chênh lệch giữa đường cong Rayleigh–Jeans (đen) và đường cong Planck quan sát được ở những nhiệt độ khác nhau.

### Cấu trúc nguyên tử

Giản đồ mô hình Bohr cho nguyên tử hydro. Mức chuyển từ n = 3 lên n = 2 phát ra ánh sáng với bước sóng 656 nm (đỏ), đúng như dự đoán.